# آزولا (شخصیت)
شاهزاده آزولا (به انگلیسی: Princess Azula) یک شخصیت خیالی و یکی از ضدقهرمان‌های اصلی در مجموعهٔ پویانمایی تلویزیونی آواتار: آخرین بادافزار ساخته شده توسط مایکل دانته دی‌مارتینو و برایان کونیتزکو برای نیکلودئون و صداپیشگی گری دلیسل است.
در نمایش، آزولا شاهزاده ولیعهد ملت آتش و یک اعجوبه آتش‌افزار بسیار قدرتمند است. به دستور پادشاه آتش اوزای، او با دوستان دوران کودکی‌اش مای و تای لی جستجویی را آغاز می‌کند تا برادر تبعید شده‌اش، شاهزاده زوکو و مربی‌اش، عمویشان آیرو، را بازگرداند، در همین حین تلاش می‌کند آواتار آنگ را که بزرگ‌ترین تهدید ملت آتش برای پیروزی در جنگ به حساب می‌آید دستگیر کند. آزولا به عنوان یک استراتژیست و حقه‌باز ماهر شناخته می‌شود. همانطور که برادرش زوکو می‌گوید، او «همیشه دروغ می‌گوید». در سرتاسر سریال اصلی و کمیک‌های دنباله، نشان داده شده است که او قادر به آتش‌افزاری بسیار پیشرفته و تولید شعله‌های آبی قدرتمند است همچنین آذرخش تولید می‌کند.

## ویژگی‌های ظاهری

### مجموعۀ تلویزیونی «آواتار، آخرین بادافزار»
فصل 1: آب
گرچه آزولا، در بخش نخست هر قسمت از فصل اوّل مجموعه، ظاهر می‌شود.؛ اوّلین حضور رسمی او در صحنۀ آگنی‌کای زوکوی 13 ساله با پدرش اوزای(فرمانروای کشور آتش) بود که انیمیشن، او را با سیمایی خشنود از تحقیر برادرش زوکو، به‌تصویر کشیده است.
آزولا بار دیگر در قسمت آخِر فصل ۱ ظاهر می‌شود، درحالی که او مقابل پدرش اوزای زانو می‌زند و پدرش او را به‌همراه دو دوست دیرینۀ خود-مِی و تای لی- به‌تعقیب و دستگیری زوکو و ژنرال آیرو فرامی‌خواند.
او در تمامی فصول مجموعۀ آواتار آخرین بادافزار، شخصیّتی اهریمنی داشته است؛ به‌طوری‌که در حملۀ اقوام آتش به سرزمین‌های خاک(که آزولا پشتیبانی تسلیحات را برعهده داشت) لانگ فنگ (فرمانده ارشد ارتش دایلی ملّت خاک) را که قصد داشت حکومت را دست بگیرد را شکست میدهد